# Giulio Cesare Riccardi
Giulio Cesare Riccardi (* 1550 in Neapel; † 13. Februar 1602) war Erzbischof von Bari-Canosa (1592–1602) und Apostolischer Nuntius von Savoyen (1595–1601).

## Biographie
Am 30. Oktober 1592 wurde Giulio Cesare Riccardi während des Papsttums von Papst Clemens VIII. zum Erzbischof von Bari-Canosa ernannt. Am 15. November 1592 wurde er von Enrico Caetani, dem Kardinalpriester von Santa Pudenziana zum Bischof geweiht, wobei Guillaume de St-Marcel d’Avançon, Erzbischof von Embrun, und Leonard Abel, Titularbischof von Sidon, als Mitweihende fungierten. Am 1. April 1595 wurde er während des Papsttums von Papst Clemens VIII. zum Apostolischen Nuntius von Savoyen ernannt, wo er bis zum 2. August 1601 diente. Als Erzbischof von Bari-Canosa diente er bis zu seinem Tod am 13. Februar 1602.